# Fàbrica de la Sauleda
La Fàbrica de la Sauleda és una fàbrica modernista de Santa Maria d'Oló (Moianès) inclosa a l'Inventari del Patrimoni Arquitectònic de Catalunya.

## Descripció
Conjunt fabril que imita l'estructura de colònia closa. Una mica separades de la fàbrica, hom troba els habitatges dels treballadors (blocs de pisos) i la reixa que tanca el conjunt. De tota l'estructura industrial, formada per diverses naus construïdes en diferents èpoques, destaquen les dues construccions dels extrems. Ambdues són de planta rectangular amb coberta a doble vessant i amb el carener perpendicular a la façana. L'edifici de la banda nord, destinat a despatxos i magatzem, té uns interessants espais oberts amb decoracions de maó. El de la banda sud, habitatge de l'amo, destaca pel mateix tipus d'obertures amb predomini de balcons i per unes rajoles que representen la Verge de Montserrat amb un fanalet al seu damunt amb treball de ferro forjat. Ambdues construccions aconsegueixen un gran efecte ornamental combinant el vermell del totxo amb el blau de la ceràmica i el dels cabirons de fusta.

## Història
Al 1920, Joaquim Borràs, de la colònia Borràs de Castellbell i el Vilar, comprava la fàbrica del Pastor, situada en aquest indret. L'empresari fou rebut amb una orquestra per l'ajuntament de l'època. El motor que generava l'energia anava amb llenya. L'empresa va funcionar durant trenta anys i va contribuir a aturar el despoblament de la zona. Borràs l'anà ampliant progressivament fins que el 1955 hi aixecà els blocs de pisos per als treballadors. Finalment va haver de tancar a començaments dels anys seixanta, després de la mort del seu fundador. Hi van ajudar altres causes com les crisis periòdiques del tèxtil, una maquinària envellida i la ubicació de difícil accés. En els millors moment va arribar a tenir més de 100 treballadors. L'any 1963 la família Sauleda de Sant Pol de Mar la comprà, i la posà en funcionament dos anys més tard. S'ha anat ampliant progressivament, de tal manera que l'any 1989 era la segona industria espanyola en fabricació de lona.